# Tumba de Ming Xiaoling

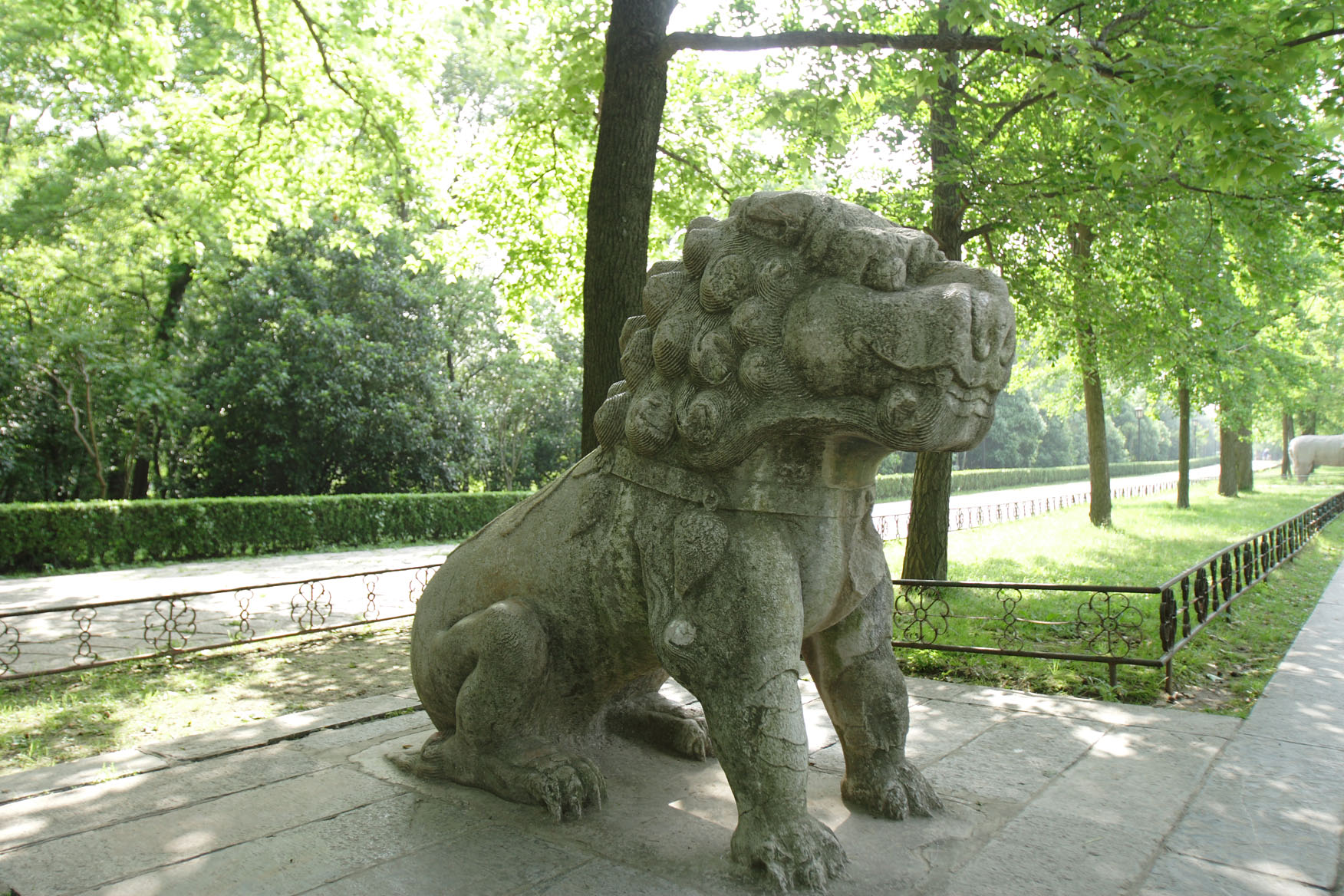
Estatua de un León de piedra en "el paseo sagrado" del mausoleo.

La tumba de Ming Xiaoling  está en la ciudad de Nankín (República Popular China). En ella está enterrado el fundador de la Dinastía Ming, Zhu Yuanzhang. En 2000 fueron declaradas como Patrimonio de la Humanidad por la Unesco, sufriendo ampliaciones del área protegida en 2003 y 2004.
Zhu Yuanzhang era hijo de una familia de campesinos y pasó parte de su infancia sirviendo en un monasterio. Durante la dinastía Yuan se unió a las tropas rebeldes que luchaban contra el poder establecido y que acabaron con la dinastía. Al mando de una de las facciones rebeldes más fuertes, Zhu Yuanzhang se proclamó a sí mismo emperador bajo el nombre de Hong Wu e inició la dinastía Ming.
El mausoleo está en la ladera sudoeste de la Montañas Púrpura. Según cuenta la leyenda, para prevenir el saqueo de la tumba, trece procesiones funerarias salieron de trece ciudades diferentes para evitar que se conociera el lugar exacto del entierro. La construcción se inició en 1381 y finalizó en 1405. La muralla original del mausoleo tenía 22 kilómetros. Su construcción contó con la vigilancia de más de 5000 soldados. El recinto superficial está rodeado por un muro rojo rematado con tejas amarillas, colores que señalaban que aquella eran una área imperial. Su entrada es tan imponente como la de un palacio de la Ciudad prohibida. Consta de tres accesos arcados, pero solo se permitía el paso por dos de ellos, los laterales; el central estaba reservado al emperador.
Su mausoleo ocupa una superficie conocida de casi 2000 metros cuadrados y viene a ser una representación en miniatura de la Ciudad Prohibida. Hoy alberga un mausoleo en que se exponen gran números de objetos hallados en su interior durante los años 1950. Más de seiscientas mil personas participaron en la construcción de esta tumba durante los seis años que se tardó en terminar la obra.
Esta es la mayor de las tumbas Ming y la única que está situada lejos de Pekín. La tumba en sí aún no ha sido encontrada y se cree que aún no ha sido saqueada. La entrada al recinto se realiza a través del camino sagrado en el que se pueden observar estatuas que representan a tres pares de funcionarios y doce pares de animales, tumbados y erguidos, que vigilan el camino. Tiene una longitud total de 1800 metros.

Las tres tortugas famosas del Ming Xiaoling
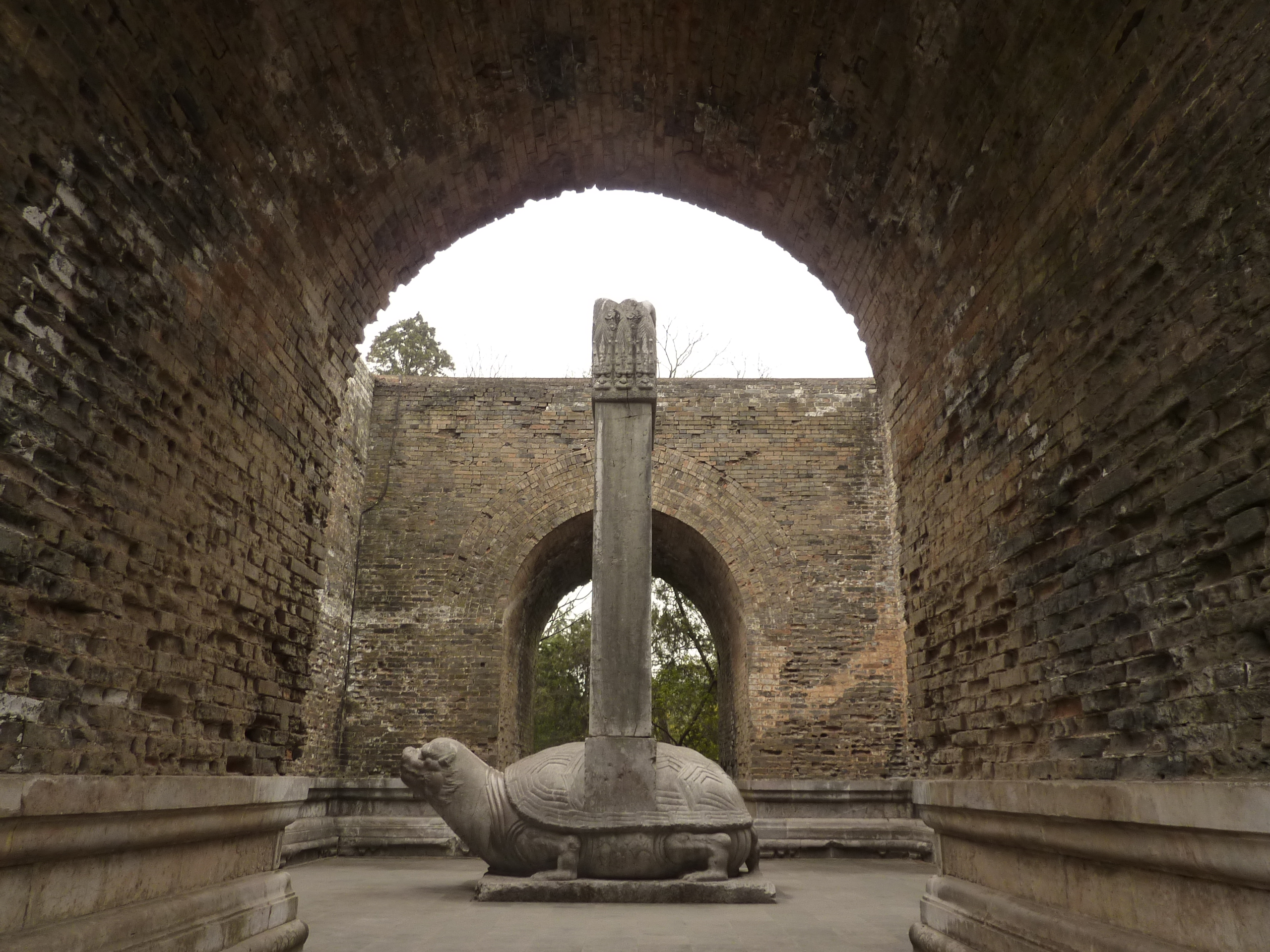
La tortuga en el Pabellón Cuadrado (Sifangcheng), con la estela Shengong Shengde ("Méritos divinos y virtudes santos"), escrita por el Emperador Yongle
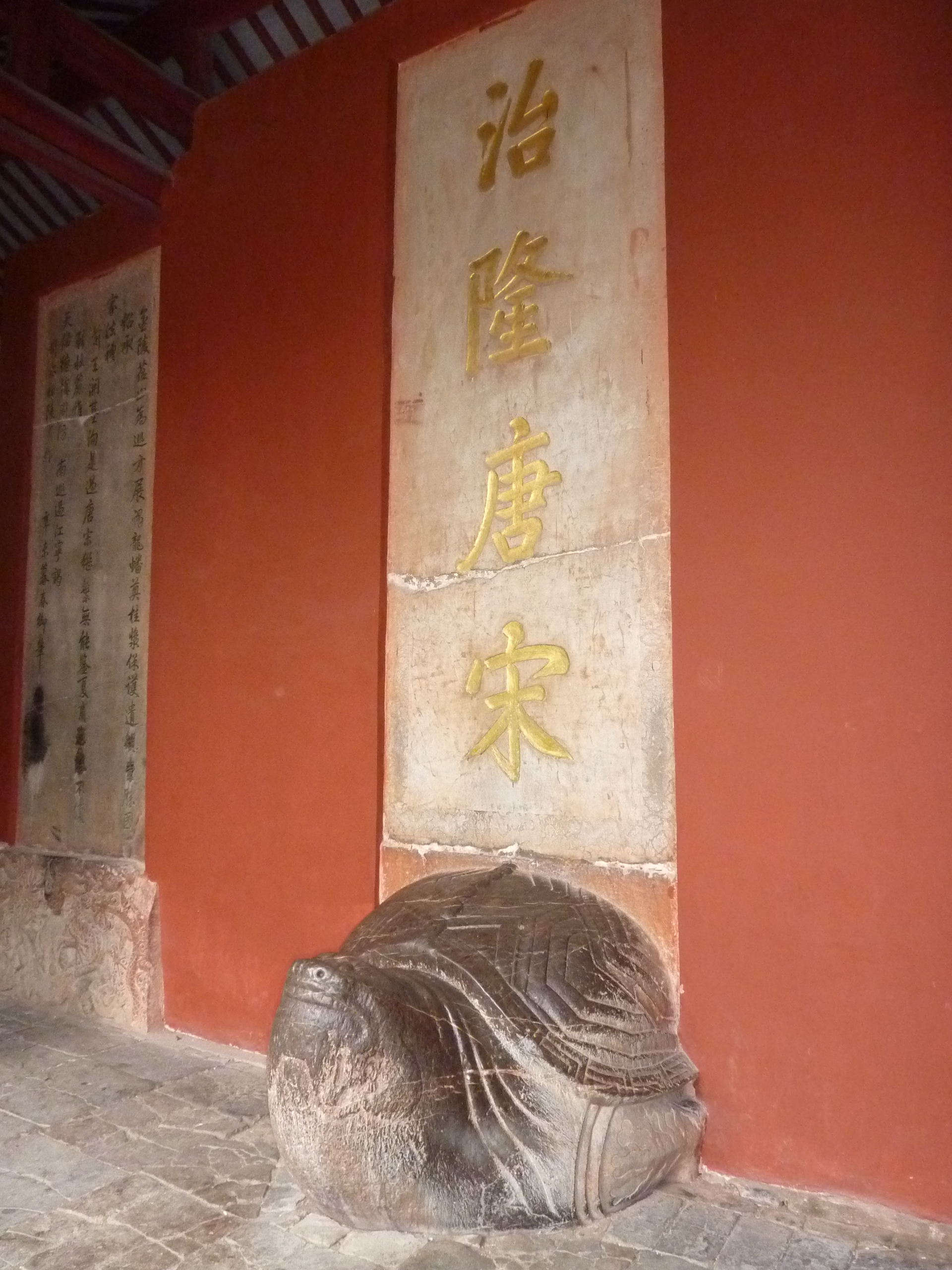
La tortuga en la Casa de las Estelas (Bei Dian), con la estela Zhifeng Tang Song ("[Él] supera los [emperadores del] Tang y Song"), escrita por el emperador Kangxi
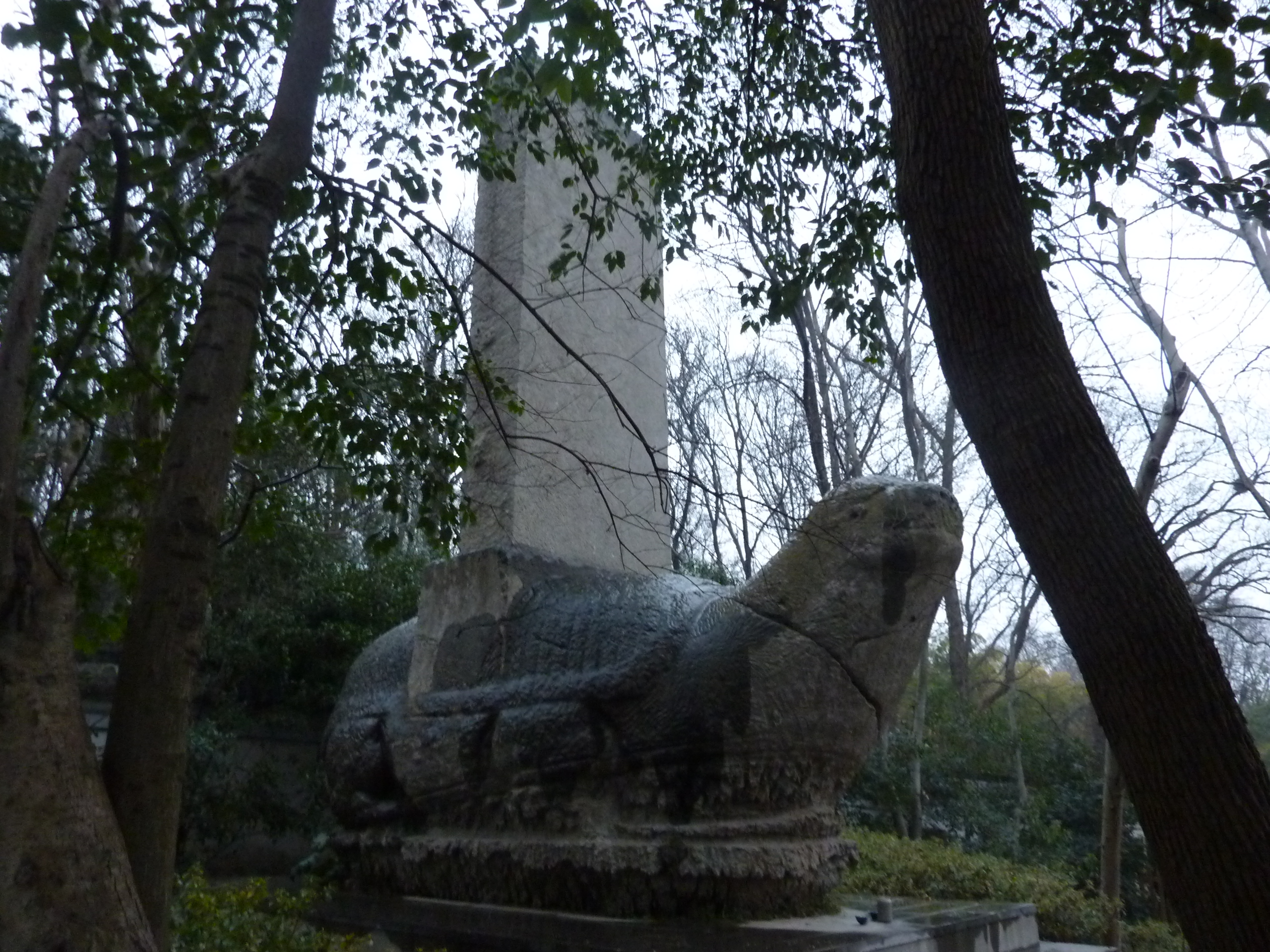
La tortuga inacabada, con una estela en blanco, del origen misterioso